# 汉斯·冯·列瓦尔德
漢斯·馮·列瓦爾德（德語：Johann von Lehwaldt，1685年6月24日—1768年1月22日），普魯士元帥，在七年戰爭中擋住在正東進攻東普魯士有8萬俄軍，卻於9月大耶格爾斯多夫戰役慘敗於阿普拉什金元帥的俄軍。